# Molophilus persinuosus
Molophilus persinuosus är en tvåvingeart som beskrevs av Alexander 1941. Molophilus persinuosus ingår i släktet Molophilus och familjen småharkrankar.
Artens utbredningsområde är Peru. Inga underarter finns listade i Catalogue of Life.